# Parroquia de Saint Thomas Middle Island
Saint Thomas Middle Island es una de las 14 parroquias administrativas que forman San Cristóbal y Nieves. Es la una de las parroquias más grande en la isla de Saint Kitts. Middle Island es la capital de la parroquia.
Su población es de 2332 habitantes. Mientras que su superficie es de 25 km². Y su densidad es de 94.49 residentes por kilómetro cuadrado.

## Territorio
La costa de la parroquia consiste sobre todo en playas de arena negra y acantilados. Todos los establecimientos de la parroquia bordean la línea de la costa, creando un estrecho denso muy poblado para su longitud entera. La inusual altura de la tierra es responsable de que no haya mucha actividad agrícola ni ganadera ni mucha población dentro de esta parroquia.

## Economía
El turismo es la industria principal en la parroquia, debido a sus numerosos sitios históricos. El patrón principal es Brimstone Hill Fortress, forman la frontera norte de la parroquia. La fortaleza masiva era la más grande construida por los Británicos en el Caribe del este, y recibe a más visitantes anualmente que cualquier otro sitio en la federación. Es también patrimonio de la humanidad según la UNESCO. Otro patrón grande es la fábrica Caribelle Batik. Mencionada a menudo como la fábrica más hermosa del mundo la fábrica posee 20.000 metros cuadrados. Las mercancías de la fábrica se producen al aire libre para que a los visitantes vean y compren. 
Las tierras también fueron poseídas una vez por la familia de Thomas Jeafferson. Otros sitios incluyen la tumba de sir Thomas Warner en Middle Island.
La pesca es la otra industria principal, de reciente creación.

## Pueblos y aldeas
Capital: Middle Island
Otros Establecimientos:
- Conyers
- Franklands
- Godwin's Ghaut
- Half Way Tree
- Lamberts
- New Guinea
- Old Road Town (Establecimiento más extenso)
- Verchilds

## Proyectos para el futuro
Se está tratando de crear una plantación de azúcar nueva.
- Datos: Q1752101
- Multimedia: Saint Thomas Middle Island / Q1752101